# Porto de Hengqin
O Porto de Hengqin (em chinês: 橫琴口岸) é um complexo fronteiriço terrestre situado na fronteira entre o Hengqin, na cidade de Zhuhai, província de Guangdong, e a Região Administrativa Especial de Macau, na China. Trata-se de um dos principais pontos de passagem entre Macau e o continente chinês, com capacidade diária estimada para mais de 220 mil pessoas.
O porto é composto por duas zonas funcionais interligadas:
- O Porto Terrestre de Hengqin, localizado no lado de Zhuhai, está sob jurisdição das autoridades chinesas, incluindo a Administração Geral de Imigração e a Alfândega de Gongbei.[2]
- A Zona do Posto Fronteiriço de Macau do Porto de Hengqin, embora geograficamente situada em território continental, encontra-se sob jurisdição administrativa plena da RAEM, conforme o regime de "posto fronteiriço conjunto e inspeção em uma só etapa" estabelecido desde 18 de agosto de 2020.[3]

O porto substituiu o antigo Posto Fronteiriço da Ponte Flor de Lótus e passou a integrar uma estrutura moderna de gestão fronteiriça integrada, permitindo maior fluidez e articulação entre os sistemas jurídico-administrativos de Macau e da China continental. É atualmente também um importante nó de ligação do Metro Ligeiro de Macau, através da Linha de Hengqin.

## História
O Porto Terrestre de Hengqin começou a operar em 1999, originalmente como um posto fronteiriço complementar ao Posto Fronteiriço da Ponte Flor de Lótus, com instalações simples destinadas principalmente ao tráfego entre Zhuhai e a Ilha da Montanha (Hengqin). Por muitos anos, o volume de passageiros permaneceu limitado, sendo utilizado sobretudo por residentes e trabalhadores fronteiriços.
Com a criação da Zona de Cooperação Aprofundada entre Guangdong e Macau em Hengqin, o porto passou a ganhar relevância estratégica no plano de integração regional da Grande Baía. Em 2019, foi concluída a construção de um novo complexo de inspeção alfandegária e migratória, de padrão nacional, destinado a substituir o antigo posto de Lótus.
Em 18 de agosto de 2020, entrou oficialmente em funcionamento o novo edifício do Porto de Hengqin, com capacidade para processar até 220 mil pessoas por dia. O modelo adotado passou a ser o de "inspeção em uma única etapa" (em chinês: 一地两检), permitindo aos viajantes realizar o controlo de saída da China e entrada em Macau — ou vice-versa — numa sequência contínua.
Simultaneamente, foi inaugurada a Zona do Posto Fronteiriço de Macau do Porto de Hengqin, situada fisicamente no lado continental chinês, mas sob jurisdição plena da Região Administrativa Especial de Macau, de acordo com arranjos legais aprovados por ambas as jurisdições.
A substituição total do antigo Posto Fronteiriço da Ponte Flor de Lótus foi concluída no final de 2020. Desde então, o Porto de Hengqin tornou-se um dos principais corredores de passagem entre Macau e o interior da China, com interligação direta ao Metro Ligeiro de Macau e às redes rodoviárias de Zhuhai.

## Estrutura e funcionamento
O Porto de Hengqin está organizado em duas áreas principais, interligadas para implementar o modelo de "cooperação em inspeção, liberação única" (一地两检):

### Área Zhuhai (lado continental)
- Esta zona abriga o Porto Terrestre de Hengqin, operado pelas autoridades chinas de imigração e alfândega.
- O moderno terminal inaugurado em 18 de agosto de 2020 é um edifício de vários pisos, projetado para processar até 220 000 pessoas por dia.
- Conta com áreas separadas para pedestres e veículos, além de setores subsolo dedicados à circulação interna.

### Zona do Posto Fronteiriço de Macau
- Localizada no mesmo local físico, esta área é administrada integralmente pela Região Administrativa Especial de Macau, num território continental.
- Inclui corredores exclusivos e plataformas destinados ao transporte público de Macau.
- Todas as operações de imigração e alfândega são realizadas pelas autoridades de Macau (PSP e Serviços de Alfândega), no mesmo prédio compartilhado com as autoridades de Zhuhai.

### Modelo "cooperação em inspeção, liberação única"
- Os viajantes passam por apenas uma triagem, que cobre simultaneamente saída da China e entrada em Macau, sem necessidade de mudança de prédio.
- Desde março de 2024, operam 30 canais unificados para veículos, com capacidade estimada de 16 000 veículos por dia.[14]
- A maioria dos passageiros aproveita canais automatizados que reduzem o tempo de inspeção para menos de 30 segundos.

### Integração multimodal e acessos
- O complexo conecta-se diretamente à Ponte Flor de Lótus e às rodovias de Zhuhai.
- Já existe integração com o Metro Ligeiro de Macau, por meio da futura Linha de Hengqin.
- Possui um terminal rodoviário cross-border para ônibus regulares entre Zhuhai e Macau.